# Солі (наркотики)

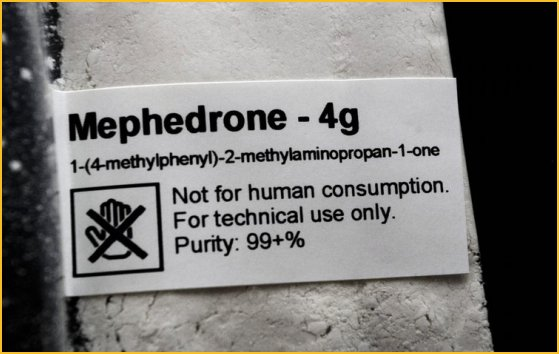
Мефедрон, відомий як "сіль для ванн". Пакет із маркуванням "Не для вживання людиною"

Солі для ванн (англ. bath salts) — неофіційна, «вулична» назва сімейства так званих конструкторських наркотиків, які часто складаються із замінників катинону і дія яких схожа на амфетамін та кокаїн. Білий порошок, схожий на легальну сіль для купання у ваннах, розповсюджується у пакетиках під назвою «Сіль для ванн» з написом «не для споживання людиною», очевидно з метою обходу заборони на розповсюдження наркотиків.

## Склад
Сіль для ванн — наркотик, що складається хоча б з однієї речовини катинону. Зазвичай, це метилендіоксипіровалерон з хімічною формулою C16H21NO3, також відомий як МДПВ (англ. MDPV). Хоча також зустрічається метилон чи мефедрон.
Як і в будь-якому іншому конструкторському наркотику, хімічний склад солей для ванн сильно варіюється. Розповсюджується у таблетках, а також у вигляді порошку. 
Цей наркотик може вживатися шляхом куріння, інгаляції чи ін'єкції.

## Дія на організм людини
Дія на організм людини залежить від прийнятої дози.
Після того, як МДПВ потрапляє в організм людини, він спричиняє викид катехоламінів - таких як дофамін, серотонін, норадреналін у синапсисах. Внаслідок, спостерігається збудження центральної нервової системи та ефекти, характерні для амфетамінів.
У засобах масової інформації лунала інформація про «зомбі ефект», який справляє цей наркотик.  
Проте, також є спростування. .

## Прояви

### Фізичні
- прискорення серцебиття;
- збільшення кров'яного тиску;
- вазоконстрикція (звуження кров'яних судин);
- нудота;
- скрегіт зубів;
- збільшення температури тіла (до 41,6 °С - 42,3 °С, що може загрожувати життю);
- головний біль;
- утруднення дихання;
- розширення зіниць;
- біль у нирках;
- дзвін у вухах;
- зменшення потреби у сні та їжі.[4]

### Психічні
- ейфорія;
- підвищення пильності, уваги;
- безсоння;
- приплив енергії та мотивації;
- розумова (психічна) стимуляція;
- збільшення концентрації;
- бажання йти на контакт, товариськість;
- сексуальне бажання;
- емпатогенний ефект;
- перезбудження;
- гіперактивність;
- параноя;
- метанина;
- хвилювання;
- психічні розлади;
- крайнє занепокоєння;
- суїцидальні прояви (думки, дії);[9] [10]

## Бренди
Морська сіль розповсюджується під величезною кількістю різних назв: Aura, Black Rob, Bliss, Blizzard, Bloom, Blue Silk, Charge, Cloud 9, Drone, Hurricane Charlie, Ivory Wave, Lovey Dovey, Lunar Wave, Maddie, MCAT, Meow Meow, Monkey Dust, MTV, Ocean Snow, Peeve, Purple Wave, PV, Red Dove, Scarface, Snow Leopard, Stardust, Super Coke, Vanilla Sky, White Lightning та Zoom.

## Легальність
Метилендіоксипіровалерон внесений до таблиці №1, списку №2 переліку наркотичних засобів, психотропних речовин і прекурсорів, затвердженого Кабінетом Міністрів України постановою N 770 . Відповідно до статті 2 Закону України «Про обіг в Україні наркотичних засобів, психотропних речовин, їх аналогів і прекурсорів» (60/95-ВР):

таблиця I ( 770-2000-п ) містить наркотичні засоби, у тому числі рослини, і психотропні речовини, включені до списків N 1, N 2 та N 3, обіг яких на території України заборонено, за винятком їх обігу лише в цілях та на підставах, передбачених статтями 15, 19 і 20 цього Закону.

Таким чином, обіг наркотичних речовин типу солі для ванн із вмістом МДПВ заборонено.

## Виявлення
Може бути виявлений за допомогою спеціально натренованих собак або шляхом аналізу сечі.